# Bałyksa (Chakasja)
Bałyksa (ros. Балыкса) – wieś (sieło) w Rosji, w Chakasji, w rejonie askiskim. W 2021 liczyła 1749 mieszkańców.